# Кавернаго
Кавернаго, Кавернаґо (італ. Cavernago) — муніципалітет в Італії, у регіоні Ломбардія, провінція Бергамо.
Кавернаго розташоване на відстані близько 470 км на північний захід від Рима, 50 км на північний схід від Мілана, 11 км на південний схід від Бергамо.
Населення — 2627 осіб (2014).
Щорічний фестиваль відбувається 25 квітня. Покровитель — Святий Марко.

## Демографія
Населення за роками:

Станом на 1 січня 2023 року в муніципалітеті офіційно проживали 343 іноземці з 31 країни, серед них 70 громадян країн Євросоюзу.

## Сусідні муніципалітети
- Кальчинате
- Гізальба
- Грассоббіо
- Серіате
- Урньяно
- Цаніка